# Chikkamenahalli, Hassan
Chikkamenahalli là một làng thuộc tehsil Hassan, huyện Hassan, bang Karnataka, Ấn Độ.